# Адвена Сергій Миколайович
Сергій Миколайович Адвена (нар. 4 серпня 1984) — український плавець, призер чемпіонату світуна короткій воді, учасник Олімпійських ігор 2004 та 2008 років, рекордсмен України.

## Спортивна кар'єра
У 2004 році дебютував на Олімпійських іграх. На дистанції 200 метрів батерфляєм посів 13-те місце. Також спортсмен увійшов до складу естафетної команди 4×200 метрів вільним стилем: разом із Сергієм Фесенком, Максимом Кокошою та Дмитром Вереітиновим посів 12-те місце. 
У 2005 році зумів стати чемпіоном Універсіади. Разом із Антоном Бугайовим, Денисом Сизоненком та Олегом Лісогором здобув перемогу в комплексній естафеті 4×100 метрів. Окрім цього на цих змаганнях виграв бронзову медаль на дистанції 100 метрів батерфляєм.
У 2006 році виступив на чемпіонаті світу на короткій воді, де зумів виграти бронзову медаль у комплексній естафеті 4×100 метрів. Разом із Андрієм Олійником, Олегом Лісогором та Андрієм Сердіновим встановив новий рекорд України.
На Олімпійських іграх 2008 року встановив новий рекорд України на дистанції 200 метрів вільним стилем, посіши 23-тє місце у попередніх запливах. Також виступив на своїй профільній дистанції, 200 метрів батерфляєм, вийшовши у півфінал, де показав 15-ий результат.

## Результати
| Рік  | Змагання                          | Місце проведення           | 100 м в.с. | 100 м в.с. | 200 м в.с. | 200 м в.с. | 50 м бф. | 50 м бф. | 100 м бф. | 100 м бф. | 200 м бф. | 200 м бф. | 200 м к. | 200 м к. | 4×100 м в.с. | 4×100 м в.с. | 4×200 м в.с. | 4×200 м в.с. | 4×100 м к. | 4×100 м к. |
| Рік  | Змагання                          | Місце проведення           | Час        | Місце      | Час        | Місце      | Час      | Місце    | Час       | Місце     | Час       | Місце     | Час      | Місце    | Час          | Місце        | Час          | Місце        | Час        | Місце      |
| ---- | --------------------------------- | -------------------------- | ---------- | ---------- | ---------- | ---------- | -------- | -------- | --------- | --------- | --------- | --------- | -------- | -------- | ------------ | ------------ | ------------ | ------------ | ---------- | ---------- |
| 2002 | Чемпіонат світу на короткій воді  | Москва, Росія              |            |            |            |            | 24.66    | 26       | 56.54     | 23        | 1:57.59   | 9         | 2:01.10  | 24       |              |              | 7:14.38      | 6            |            |            |
| 2002 | Чемпіонат Європи                  | Берлін, Німеччина          |            |            |            |            |          |          |           |           | 2:01.50   | 15        | 2:07.22  | 27       |              |              |              |              |            |            |
| 2003 | Чемпіонат світу                   | Барселона, Іспанія         |            |            | 2:07.61    | 86         |          |          |           |           | 1:57.21   | 6         |          |          |              |              |              |              |            |            |
| 2003 | Універсіада                       | Тегу, Південна Корея       |            |            |            |            |          |          | 53.91     | 7         | 1:58.74   | 2         |          |          |              |              |              |              |            |            |
| 2004 | Чемпіонат Європи                  | Мадрид, Іспанія            |            |            |            |            |          |          |           |           | 1:58.53   | 6         |          |          |              |              | 7:26.05      | 6            |            |            |
| 2004 | Олімпійські ігри                  | Афіни, Греція              |            |            |            |            |          |          |           |           | 1:58.11   | 13        |          |          |              |              | 7:24.13      | 12           |            |            |
| 2005 | Чемпіонат світу                   | Монреаль, Канада           |            |            |            |            |          |          |           |           | 1:57.91   | 10        |          |          |              |              | 7:21.42      | 10           |            |            |
| 2005 | Чемпіонат Європи на короткій воді | Трієст, Італія             |            |            | 1:48.88    | 29         |          |          | 51.85     | 5         | 1:54.59   | 6         |          |          |              |              |              |              |            |            |
| 2006 | Чемпіонат світу на короткій воді  | Шанхай, Китай              |            |            |            |            |          |          | 52.29     | 10        | 1:55.07   | 4         | 2:01.50  | 18       |              |              |              |              | 3:28.62    | 3          |
| 2006 | Чемпіонат Європи                  | Будапешт, Угорщина         |            |            |            |            | 24.84    | 32       | 53.64     | 11        | 1:58.03   | 9         |          |          |              |              | 7:24.24      | 9            |            |            |
| 2006 | Чемпіонат Європи на короткій воді | Гельсінкі, Фінляндія       |            |            | 1:49.33    | 37         |          |          | 52.96     | 13        | 1:55.28   | 7         |          |          |              |              |              |              |            |            |
| 2007 | Чемпіонат світу                   | Мельбурн, Австралія        |            |            |            |            |          |          |           |           | 1:57.06   | 11        |          |          |              |              |              |              |            |            |
| 2007 | Чемпіонат Європи на короткій воді | Дебрецен, Угорщина         |            |            |            |            | 24.54    | 29       | 53.12     | 21        | 1:57.36   | 12        |          |          |              |              |              |              |            |            |
| 2008 | Чемпіонат Європи                  | Ейндговен, Нідерланди      |            |            |            |            | 24.58    | 20       |           |           | 1:57.04   | 5         |          |          | 3:19.16      | 5            |              |              |            |            |
| 2008 | Чемпіонат світу на короткій воді  | Манчестер, Велика Британія | 48.83      | 21         |            |            |          |          | 52.88     | 18        | 1:55.88   | 14        | 2:00.43  | 16       |              |              |              |              |            |            |
| 2008 | Олімпійські ігри                  | Пекін, Китай               |            |            | 1:48.18    | 23         |          |          |           |           | 1:56.64   | 15        |          |          |              |              |              |              |            |            |